# Manuel de Falla
Manuel de Falla (23. listopadu 1876 Cádiz – 14. listopadu 1946 Alta Gracia, Argentina) byl španělský skladatel a klavírista.

## Život
Studoval v Madridu. Věnoval se studiu španělského folkloru, což rozhodujícím způsobem ovlivnilo jeho tvorbu. V roce 1907 se usadil v Paříži odkud podnikal četná koncertní turné po Evropě. Poté se usadil v Granadě. V roce 1940 emigroval do Argentiny, kde zemřel.
Mezinárodního úspěchu Falla dobyl svými balety Třírohý klobouk (El sombrero de tres picos, 1917) a Čarodějná láska (El amor brujo, 1915), zpěvohrou Divadélko loutkáře Pedra (El retablo de maese Pedro, 1919) a Koncertem pro cembalo (1926). Teprve posmrtně byla uvedena jeho největší práce, opera Atlantida (Atlántida, 1956).